# Караван
Карава́н (нем. karawane, от перс. كاروان‎, карван, вероятно от курд. kar, миссия + van, люди, или санскр. karabhah — молодой верблюд или слон) — группа людей, путешествующих вместе с торговыми, паломническими или иными целями и объединившихся для взаимной помощи и защиты в суровой или опасной местности, а также их вьючных животных: верблюдов, ослов, мулов или лошадей.
Караваны перемещались по караванным дорогам, например большой караванной торговой дороге из Триполи в Сокото и Нигерию, египетско-сирийской караванной дороге и так далее. Общественное строение для стоянки караванов — караван-сарай (Караван-серай).

Современный караван в Марокко
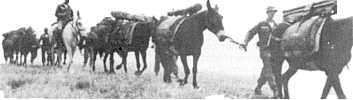
Караван, с использованием вьючных животных (мулов), ВС США для тылового обеспечения
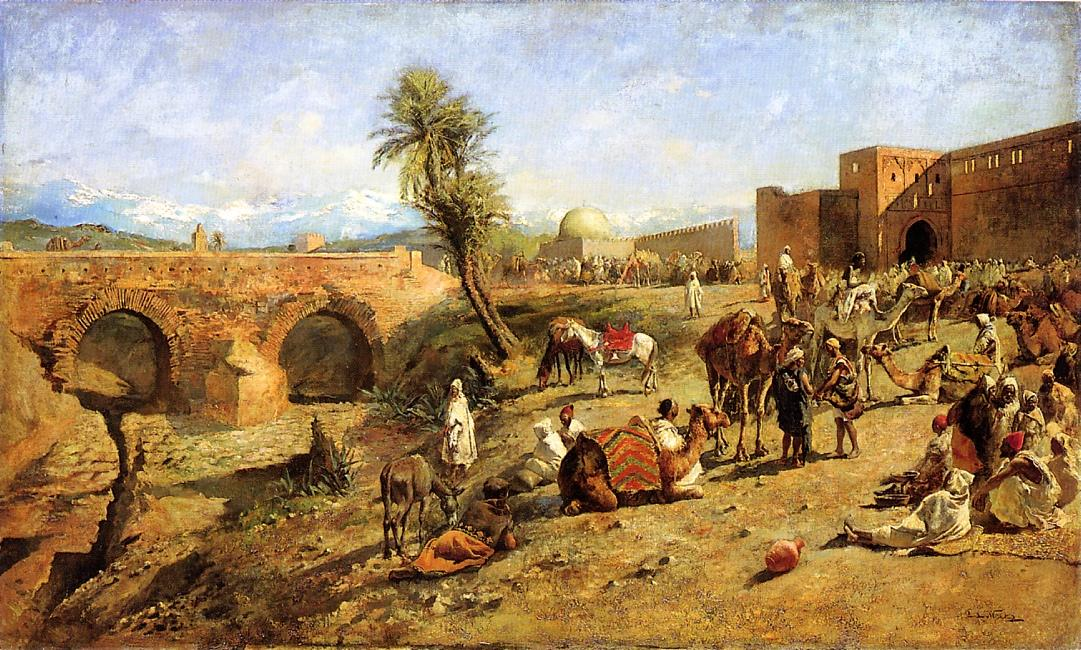
Прибытие каравана за пределы города Марокко, Эдвин Лорд Уикс
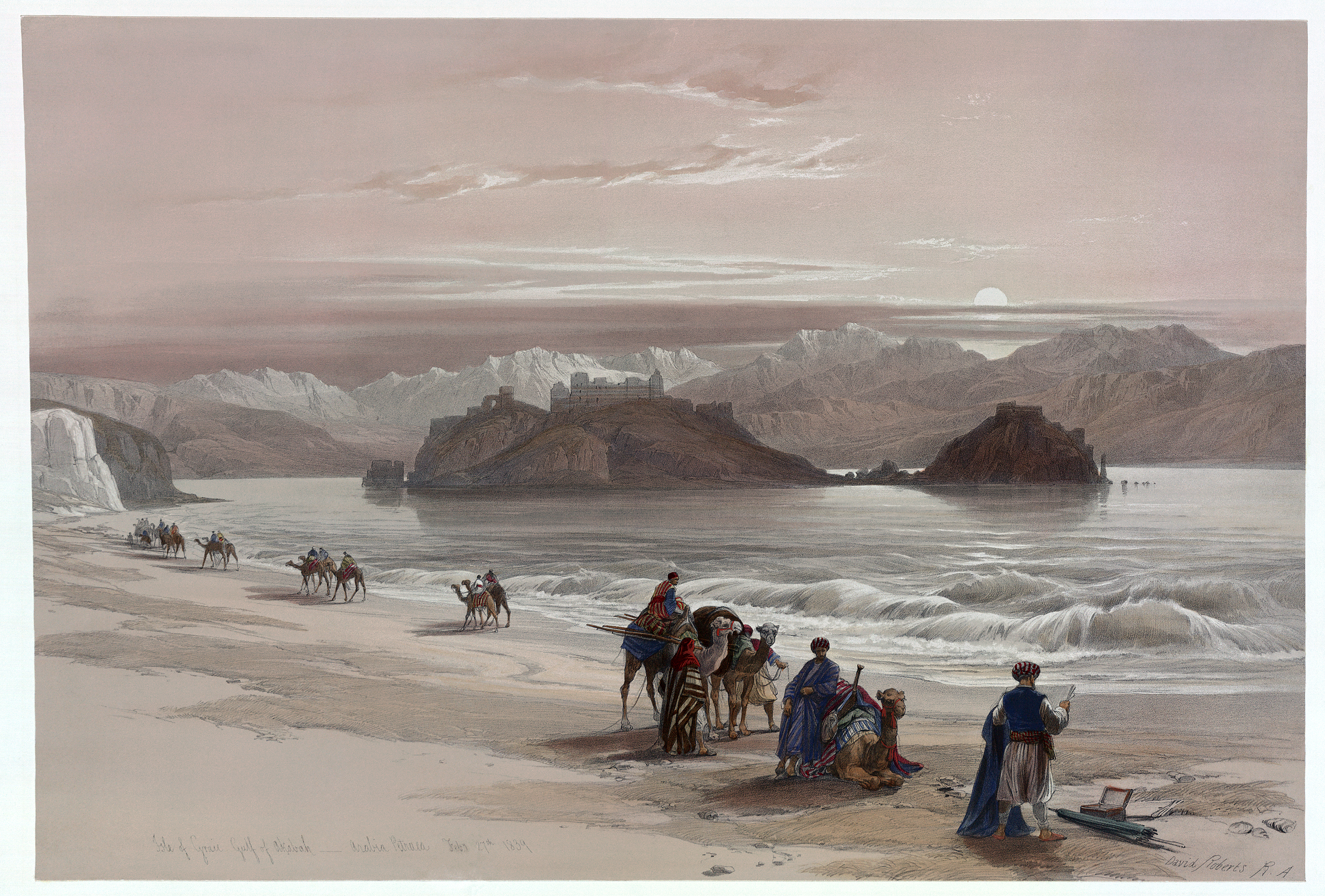
Торговый караван, проезжающий остров Грайя в заливе Акаба, литография Луи Гага 1839 года с оригинала Дэвида Робертса

## Караван в прямом значении
Караван обычно возглавляется караван-вожатым или караванным вожаком (в Азии именуется — Караванба́ш) и располагает вооружённой охраной.

Средняя скорость вьючного каравана по хорошей дороге от 4 до 4 1/2 км в час; дневной перегон обычно 20 — 30 км, но может быть доведён и до 35 — 50 км; такие большие перегоны приводят к быстрому натиранию спин лошадей и требуют более частых дневок для отдыха.
— 
В популярном представлении, караван — принадлежность сурового пустынного или степного ближневосточного или среднеазиатского пейзажа, где караванные тропы были основными путями сообщения.
Самым известным караванным маршрутом древности и Средних веков являлся Великий шёлковый путь, соединявший Китай со странами Средней и Передней Азии и известный со II века до н. э.
Однако объём, который мог перевезти караван, был ограничен даже классическими или средневековыми стандартами. Например, караван из 500 верблюдов мог перевезти только треть или половину товаров, перевозимых обычным византийским торговым парусным судном.
Караваны, считавшиеся принадлежностью прошлого, возродились в 1980-е годы, во время афганской войны, когда они широко использовались афганскими повстанцами (террористами) для перевозки оружия и боеприпасов через пакистанскую границу вглубь афганской территории. Таким образом достигалась большая скрытность на сильно пересечённой местности, недоступной для автомобильного транспорта.
Караваны вьючных животных и носильщиков используются до сих пор для скрытной транспортировки наркотиков (в частности, из «Золотого треугольника» в Юго-Восточной Азии).

## Караван в водном транспорте
Караван судов — соединение транспортных судов, перевозящих грузы на дальние расстояния или группа судов, идущих или стоя́щих друг за другом. Ранее Водяной караван, сборище речных барок, идущих вместе.
В отличие от конвоя, не обязательно включает военные корабли. Например, Венецианская торговая республика отправляла караваны судов на восток, состоящих из галей, которые сами по себе представляли вооружённое торговое судно.
Именно караванами, следующими за ледоколом, проводятся суда Северным морским путём.
Речной караван — несколько несамоходных судов, например, барж, или плотов, буксируемых по реке или каналу одним буксиром.

«Пристань морского каравана судам по осмотру и чертежу, каков прислан за рукою итальянской земли капитана Матвея Симунта, быть у Таганрога…, а для бережения той пристани на берегу сделать шанец, чтоб в том шанце ратным людям зимовать было мочно и сидеть 1000 человекам»— Постановление Пушкарского приказа

## Караван (другие значения в современной культуре)
В Европе, а в последнее время и в России, «караванами» называют самоходные и прицепные автодома.